# Carlino
Carlino (friuli nyelven Cjarlins) település Olaszországban, Friuli-Venezia Giulia régióban, Udine megyében. Lakosainak száma 2669 fő (2023. január 1.). Carlino Castions di Strada, Marano Lagunare, Muzzana del Turgnano és San Giorgio di Nogaro községekkel határos.

## Népesség
A település népességének változása:
| Lakosok száma | 2783 | 2784 | 2669 |
|               | 2017 | 2018 | 2023 |